# Haymarket (Virginia)
Haymarket es una localidad del Condado de Prince William, Virginia, Estados Unidos. Según el censo de 2000 tenía una población de 879 habitantes y una densidad de población de 665.5 hab/km².

## Demografía
Según el censo de 2000, había 879 personas, 321 hogares y 234 familias residiendo en la localidad. La densidad de población era de 665,5 hab./km². Había 337 viviendas con una densidad media de 255,1 viviendas/km². El 92,04% de los habitantes eran blancos, el 5,35% afroamericanos, el 0,80% asiáticos, el 0,68% de otras razas y el 1,14% pertenecía a dos o más razas. El 2,73% de la población eran hispanos o latinos de cualquier raza.
Según el censo, de los 321 hogares en el 43,0% había menores de 18 años, el 63,9% pertenecía a parejas casadas, el 7,8% tenía a una mujer como cabeza de familia y el 26,8% no eran familias. El 19,9% de los hogares estaba compuesto por un único individuo y el 2,2% pertenecía a alguien mayor de 65 años viviendo solo. El tamaño promedio de los hogares era de 2,74 personas y el de las familias de 3,21.
La población estaba distribuida en un 30,1% de habitantes menores de 18 años, un 5,9% entre 18 y 24 años, un 42,3% de 25 a 44, un 18,0% de 45 a 64 y un 3,6% de 65 años o mayores. La media de edad era 32 años. Por cada 100 mujeres había 110,8 hombres. Por cada 100 mujeres de 18 años o más, había 106,0 hombres.
Los ingresos medios por hogar en la localidad eran de 70 833 dólares ($) y los ingresos medios por familia eran 76 197 $. Los hombres tenían unos ingresos medios de 51 576 $ frente a los 32 917 $ para las mujeres. La renta per cápita para la ciudad era de 26 503 $. El 4,3% de la población y el 1,7% de las familias estaban por debajo del umbral de pobreza. El 5,1% de los menores de 18 años y el 6,1% de los habitantes de 65 años o más vivían por debajo del umbral de pobreza.

## Geografía
Según la Oficina del Censo de los Estados Unidos, la localidad tiene un área total de 1,3 km², todos ellos correspondientes a tierra firme.